# Histoire de Caraquet
L'histoire de Caraquet, dans la province canadienne du Nouveau-Brunswick, commence il y a environ six mille ans, lorsque des Paléoaméricains auraient commencé à utiliser les lieux comme campement. Après avoir été visitée à partir du XIIIe siècle par divers pêcheurs et marchands européens, le Breton Gabriel Giraud dit Saint-Jean fonda la ville vers 1731.

Carte topographique de Caraquet.

| \| Caraquet \| Carte de localisation de Caraquet. |
| Caraquet                                          |

## Toponymie

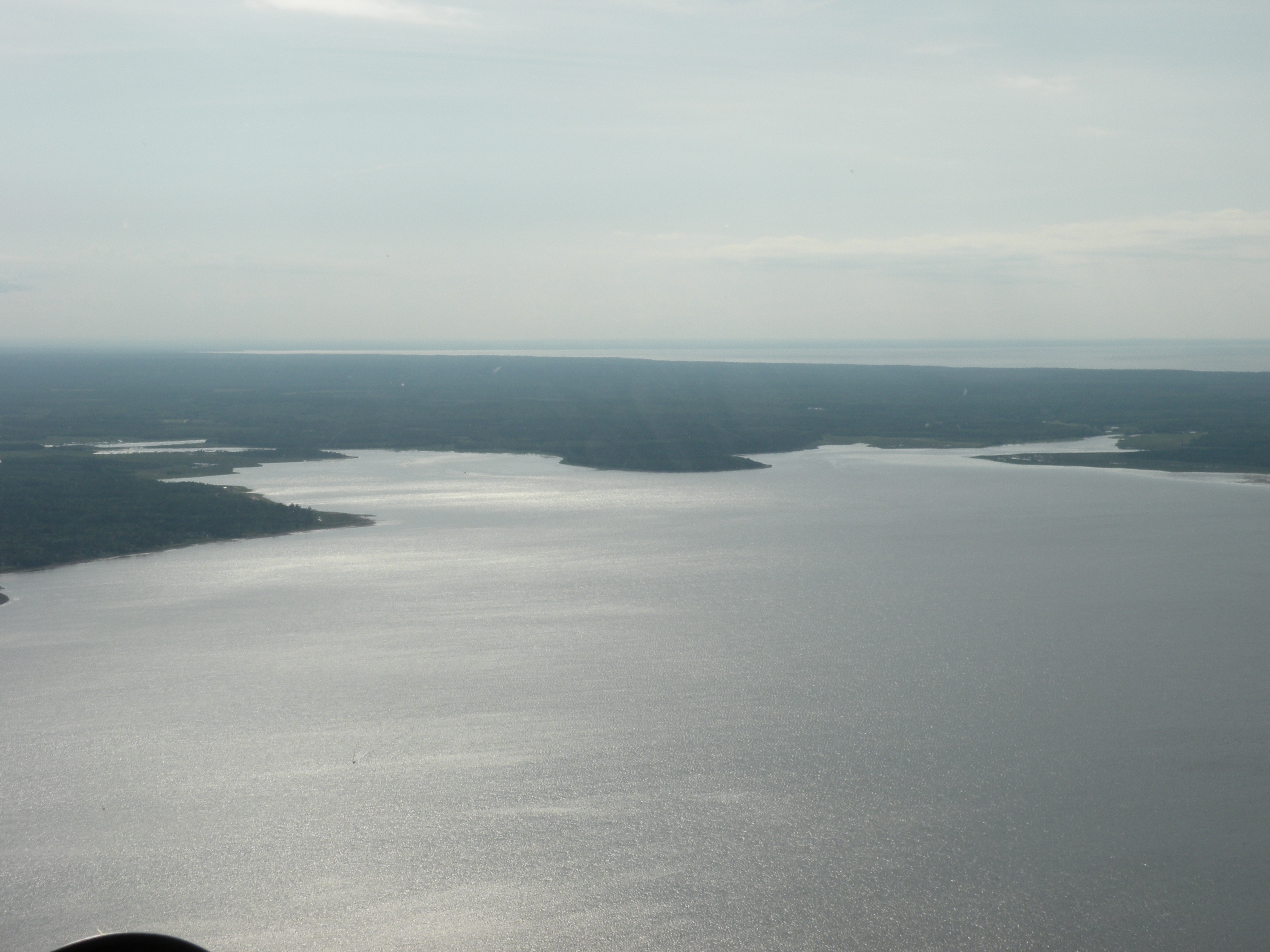
La confluence de la rivière Caraquet (à gauche) et de la rivière du Nord (à droite).

Au XVIIe siècle, l'établissement s'appelait l'Habitation Pichiguy (Habitaçion Pichiguy), un toponyme provenant soit de la langue basque, soit du pidgin basco-algonquin utilisé à l'époque pour les échanges entre les Basques et les Micmacs. Sa signification est toutefois incertaine.
Le toponyme Caraquet est mentionné pour la première fois le 18 décembre 1664 lors d'un procès en France opposant deux groupes de pêcheurs se disputant l'utilisation du port. Le gouverneur Nicolas Denys mentionne le toponyme Caraquet, en 1672, dans son livre Description géographique et historique des côtes de l'Amérique septentrionale, avec l'histoire naturelle de ce pays. Il y fait une courte description de deux îles, identifiées par erreur dans son texte comme les îles de Tousquet mais sur sa carte comme les îles de Caraquet – l'île de Caraquet et l'île de Pokesudie.  Les différentes orthographes utilisées au fil des années incluent Karaquet, Quaraqu, Carraquet et Caraquette.
Quatre théories tentent d'expliquer l'origine du nom Caraquet. La première veut que le nom provienne d'un mot de la langue micmaque, Kalaket ou Pkalge selon les sources, qui signifie « la rencontre de deux rivières », en référence à la confluence de la rivière du Nord et de la rivière Caraquet à l'ouest de la ville. Il faut noter que de nos jours les Micmacs nomment la ville Kalaket. Selon la deuxième théorie, le nom ferait référence à un type de bateau, la caraque. Selon l'historien Fidèle Thériault, cette théorie est la plus plausible, car la langue micmaque ne possède par le son « r ». La troisième théorie, aussi introduite par Fidèle Thériault, le rapproche du nom de la baie de Caráquez, en Équateur. Cette origine espagnole s'expliquerait par la présence basque et proviendrait de la déformation du nom qu'ils donnèrent à l'île de Caraquet. La quatrième théorie, moins répandue, tente d'expliquer l'origine du nom par le fait que deux lieux-dits de France, l'un à Boursin et l'autre à Desvres, portent le nom de Caraquet.
Le nom se prononce /'kara.kɛt/ en français.

## Préhistoire

Le retrait des glaciers en Amérique du Nord.

### Retrait des glaciers et peuplement
Tout le Canada et une partie des États-Unis subissent la glaciation du Wisconsin, qui atteint les provinces de l'Atlantique il y a environ 25 000 ans et son maximum il y a environ 18 000 ans ; l'inlandsis atteint plusieurs kilomètres d'épaisseur au centre du Nouveau-Brunswick, alors que le niveau de la mer baisse de plus de 100 mètres à certains endroits. Lorsque les glaces reculent finalement, entre 15 000 et 12 000 ans passés, le niveau de l'eau reste bas, formant une vaste terre appelée la Northumbrie. Le climat est plus chaud, comparable au sud des États-Unis, et la faune est donc différente. Le niveau de l'eau finit par augmenter il y a environ 5 500 ans à cause du rebond post-glaciaire ; ce rebond est toujours en cours.

### Paléoaméricains
Les premiers humains arrivent en Amérique du Nord il y a au moins 20 000 ans et il se peut qu'ils habitent au sud des glaciers à la même époque. Lors du retrait des glaciers, les peuples chasseurs-cueilleurs paléoaméricains sont attirés par la richesse de la faune et de la flore des provinces maritimes il y a environ 11 000 ans. Les Paléoaméricains fabriquent des outils de pierre taillée. Aucun site n'est encore connu à Caraquet mais ils étaient présents aussi près qu'à la rivière Pokemouche. Les archéologues ne savent pas non plus si les Paléoaméricains se sont déplacés où s'ils sont les ancêtres des peuples amérindiens actuels. Il existe toutefois des similitudes entre certains de leurs outils.

### Grand hiatus (-8000 à -3000)
La période du VIIIe au IVe millénaire av. J.-C. est méconnue, comme c'est le cas pour plusieurs régions de l'est du Canada. Les archéologues savent que les Paléoaméricains y habitaient toujours, des pointes de flèches semblables aux leurs ayant été découvertes en plusieurs endroits, mais il n'existe aucune preuve d'établissements permanents. Ce manque apparent de présence humaine serait la conséquence d'une forêt de pins dense ayant poussé durant cette période, réduisant fortement la quantité de gibier et de ressources. D'autres archéologues s'opposent à cette théorie, s'appuyant notamment sur l'absence de preuves concluantes de l'existence de cette forêt et sur l'affirmation qu'elle n'aurait pas occupé tout le territoire, permettant à certains groupes de survivre. Toutefois, la population exploitait les ressources halieutiques depuis le IXe millénaire av. J.-C. et peut-être même plus tôt. Selon James A. Tuck, les Paléoaméricains aurait donc vécu sur le rivage des Maritimes durant toute cette période et se seraient même aventurés dans les terres. L'augmentation constante du niveau de la mer aurait toutefois depuis effacé toute trace de présence humaine.

### Période pré-céramique tardive (-3000 à -500)
La période pré-céramique tardive est la plus ancienne dont les archéologues ont été en mesure de trouver de nombreux artéfacts, du moins dans le reste des provinces maritimes. Elle commence au tournant des IVe millénaire av. J.-C. et IIIe millénaire av. J.-C. et dure jusqu'au milieu du Ier millénaire av. J.-C., correspondant à la période archaïque des Amériques ; à noter que l'adjectif « archaïque » s'applique mal aux Maritimes puisque l'agriculture n'y a jamais réellement existé durant la Préhistoire.
La culture archaïque maritime s'étend le long des côtes, de la Nouvelle-Angleterre au Labrador, impliquant vraisemblablement la présence d'un réseau de communication maritime. Le site le plus ancien, au sud du Labrador, date du VIIe millénaire av. J.-C., tandis que les sites plus au sud datent du milieu du IIIe millénaire av. J.-C. ; la montée du niveau de la mer a toutefois fait disparaître la plupart des sites archéologiques. Certains artéfacts découverts au Labrador sont en pierre taillée, laissant supposer une transition entre la culture paléoaméricaine et la culture archaïque maritime. De plus, les artéfacts trouvés dans le tumulus de L'Anse Amour prouveraient un mode de vie lié à la mer.
La culture laurentienne, nommée ainsi puisqu'elle a été découverte sur les berges du fleuve Saint-Laurent, s'étend quant à elle dans les terres, principalement au centre du Nouveau-Brunswick et dans une moindre mesure en Nouvelle-Écosse, probablement parce qu'elle s'est répandue vers l'est à partir de la Nouvelle-Angleterre ; une forêt mixte, à laquelle ce peuple est adapté, se serait en effet formée à cette époque. Les sites laurentiens sont reconnaissables à trois critères : le manque de poterie, de pipes et de traces d'agriculture, la présence d'objets en pierre polie spécifiques et la présence d'objets en pierre taillée ; les sites des Maritimes, datant d'environ -3000 à -500, remplissent ces trois critères. Il semble que ce peuple était formé de petits groupes nomades. Ils portent vraisemblablement d'épais vêtements de cuir l'hiver et des vêtements très légers l'été. Leurs croyances impliquent le port d'amulettes faites de dents ou d'autres restes d'animaux ainsi qu'un soin particulier accordé aux funérailles, des armes, des outils et de l'ocre rouge étant enterrés avec le défunt.
Au moins deux autres peuples ont évolué dans les provinces maritimes, mais assez loin du site de Caraquet: la culture Susquehanna et possiblement la culture archaïque du Bouclier, à partir du IIe millénaire av. J.-C..
Entre -2000 et -500, la culture archaïque maritime est délogée du Labrador par les Paléoesquimaux en provenance de l'Arctique ainsi que par la culture archaïque du Bouclier et par la culture laurentienne.

### Période de la céramique (-500 à 1604)

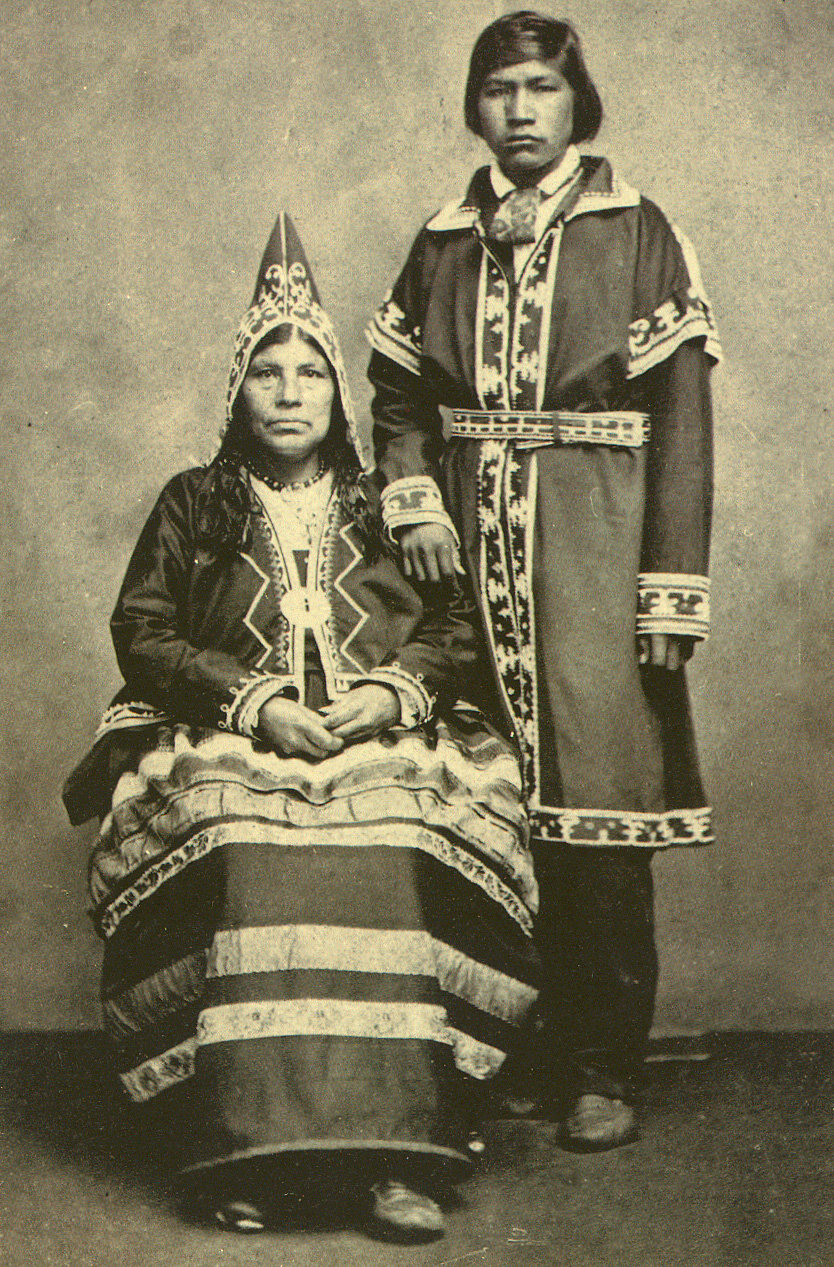
Micmacs

Les Micmacs colonisèrent la région il y a au moins 2500 ans. Caraquet faisait partie du district de Gespegeoag, regroupant le littoral de la baie des Chaleurs. Les principaux villages micmacs étaient situés à Pokemouche, Tracadie et Tabusintac. Peu de choses sont connues sur leur présence à Caraquet et cela ressort surtout de la tradition orale, qui soutient qu'ils campaient à la pointe à Brideau, à l'Ouest du port. En fait, Caraquet est le premier port naturel à l'est de la rivière Népisiguit, ce qui devait en faire un lieu apprécié en cas de tempête.
Il semble y avoir deux peuples durant la période de la céramique : les Etchemins, présents à l'ouest ainsi qu'au sud-ouest du Nouveau-Brunswick et les Souriquois, présent dans le reste du territoire. Leur territoire est sensiblement le même que les Micmacs et les Malécites actuels et il est presque certain que les Souriquois soient en fait les Micmacs mais le lien entre les Etchemins et les Malécites est plus ténu. De nos jours, les Malécites et les Micmacs parlent des langues algonquiennes assez semblables, laissant supposer qu'ils dérivent du même peuple. Leur préhistoire est aussi semblable mais certaines différences laissent plutôt entrevoir une séparation ancienne, probablement même avant la période de la céramique. Quant aux Micmacs, leur tumulus Augustine, à Metepenagiag, est associé à la culture Adena de la vallée de la rivière Ohio, laissant supposer plusieurs influences culturelles.

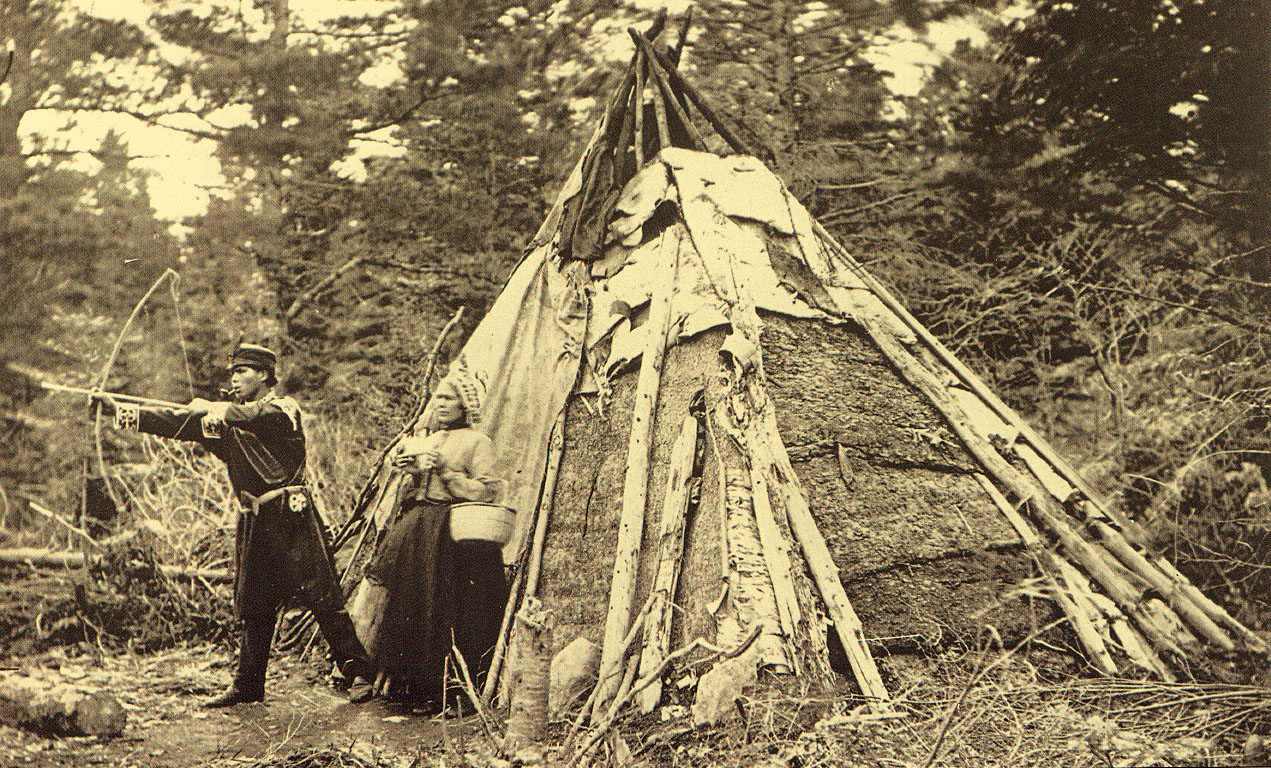
Micmacs, en 1873.

La céramique est introduite vers le milieu du Ier millénaire av. J.-C.. Les Micmacs l'auraient importée du Québec, via la Gaspésie. Bien que son introduction ait certainement amélioré le mode de vie, son encombrement et sa fragilité pour des populations semi-nomades poussera plusieurs tribus à abandonner cette technique par la suite. Cela expliquerait aussi l'empressement avec lequel les marmites en cuivre seront adoptées après l'arrivée des Européens. La céramique des Maritimes suit une évolution semblable à ce qui se passe ailleurs sur le continent. Les premiers pots micmacs sont les plus minces et les plus durs, leurs décoration est faite avec un outil dentelé alors que les pots plus récents sont plus épais et friables et leur décorations sont faites avec une palette enroulée d'une corde alors que l'argile est encore humide.
Les Micmacs semblent avoir toujours eu un mode de vie semi-nomade, se déplaçant vers la côte à la fin de l'hiver pour pêcher. Les oiseaux migrateurs, apparemment plus nombreux à l'époque, fournissent une bonne partie de la nourriture au printemps, à laquelle s'ajoute la chasse d'animaux locaux. Durant l'été, ils pêchent parfois au crochet, en plus de recueillir occasionnellement des mollusques. Les mammifères marins sont surtout chassés l'été alors qu'une autre chasse aux oiseaux migrateurs a lieu à l'automne. Les Micmacs se déplacent ensuite dans les terres pour pêcher l'anguille. Le poisson et les anguilles fumées ou séchées servent en effet de provisions durant l'hiver mais des mammifères terrestres sont aussi chassés. Les camps saisonniers les plus anciens ont été découverts près de Tracadie-Sheila ainsi qu'en plusieurs endroits de l'Île-du-Prince-Édouard et de la Nouvelle-Écosse mais le site le plus important et le plus ancien – datant du milieu du Ier millénaire av. J.-C. – reste le site Oxbow. Il semble en fait que les Micmacs aient gardé un mode de vie sensiblement semblable durant tout cette période. Les artéfacts micmacs ne sont pas très différents de ceux des Malécites mais suivent une lente évolution, fruit des contacts avec d'autres cultures. Les fouilles archéologiques ont surtout permis de récupérer des objets en os et en pierre mais ils en fabriquaient aussi en bois de cervidés, en cuir et en bois. Les pointes de javelots et de flèches sont encochées pour les attacher. Les couteaux en éclats de pierre gardent généralement la même forme que dans la période précédente ; les grattoirs sont fréquents mais diminuent en taille avec le temps. Les pointes en os ou en bois pour les lances, les flèches, les harpons et les tridents ont des formes variées. Les Micmacs fabriquaient des pendentifs avec des dents animales, des perles en os et d'autres objets décoratifs probablement censés avoir des propriétés magiques.

### Archéologie préhistorique
Un squelette de géant aurait été découvert près du phare de l'île de Caraquet en 1893 par le fils du gardien, mais il n'en existe aucune trace matérielle. Les premières fouilles archéologiques professionnelles à Caraquet ont été effectuées par Charles Martijn en 1968 au port de Caraquet. Il n'y a rien trouvé. D'autres fouilles en 1977 au port n'ont pas permis de découvertes. Des artéfacts ont tout de même été retrouvés par des amateurs à la pointe à Brideau et au ruisseau à Chenard, autour du port, mais portent à croire que les Micmacs se servaient seulement des lieux comme campement, servant de raccourci entre la baie Saint-Simon et la baie des Chaleurs. Albert Ferguson a effectué des fouilles sur l'île de Caraquet en 1983 et, pour la période préhistorique, n'y a trouvé qu'une sorte de racloir de pierre qui n'a pas été daté. Il précise toutefois qu'il existe certainement des sites archéologiques préhistoriques à Caraquet mais qu'ils ont été détruits pas l'érosion et que seules des fouilles sous-marines, dans les estrans ou la découverte de nouveaux sites à l'abri dans l'arrière-pays pourraient nous en apprendre plus sur la préhistoire de la ville.

## Contact (1000-1711)

### Vikings

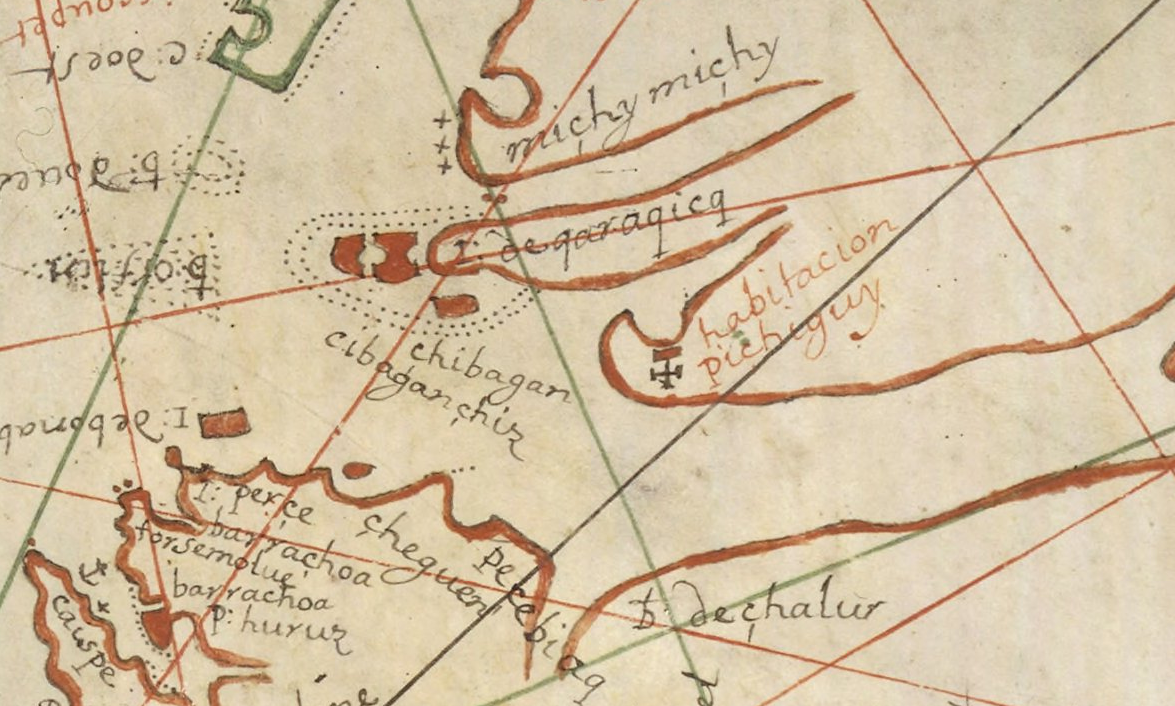
Pichiguy sur la carte (à l'envers) de 1689 de Pierre Detcheverry.

Les Vikings seraient les premiers européens à avoir visité la région, à partir du XIe siècle. En effet, des coquilles de noix ont été découvertes à L’Anse aux Meadows. Il n’y a pas de noyer à Terre-Neuve, et l’endroit le plus près où cet arbre pousse est sur la côte est du Canada, incluant le Nouveau-Brunswick.

### Basques, Bretons et Normands
Selon ce que rapporte Donat Robichaud, la région est visitée par des pêcheurs Normands et Bretons dès la fin du XIIIe siècle. Les Bretons sont en fait bien établis avant 1536. Les Basques chassent la baleine en Europe à partir du XIIe siècle ou plus tôt mais, à la suite de l'effondrement de la population de ces cétacés, commencent à les chasser au sud du Labrador au XVIe siècle, en plus de pêcher la morue. Ces pêcheurs viennent surtout du Pays basque espagnol mais ceux du Pays basque français deviennent de plus en plus nombreux. Ils sont déjà bien installés vers 1540. Contrairement à une idée répandue, ils n'ont pas chassés la baleine de plus en plus loin jusqu'à atteindre l'Amérique mais s'y sont rendus directement.
Vers 1632, les pêcheurs de morue basques se déplacent dans des endroits plus reculés, dont Caraquet, Paspébiac et Shippagan, notamment pour éviter les attaques des Inuits et des pirates anglais ou danois, mais aussi à cause de la baisse de la population de baleine et de l'ouverture de la pêche au Svalbard. Il y a vraisemblablement un métissage entre les Basques et les Micmacs, donnant naissance à la population appelée les « Canadiens », avec des noms basques et des manières « à l'européenne », se déplaçant en chaloupes basques et gardant les stations de chasse et de pêche durant l'hiver. L'établissement des Canadiens est identifié sous le nom de Pichiguy dans une carte de 1689, et situé sur la rive nord de la baie de Caraquet. La pêche basque à Caraquet dure sans encombre jusque vers la fin du XVIIe siècle.

### Français

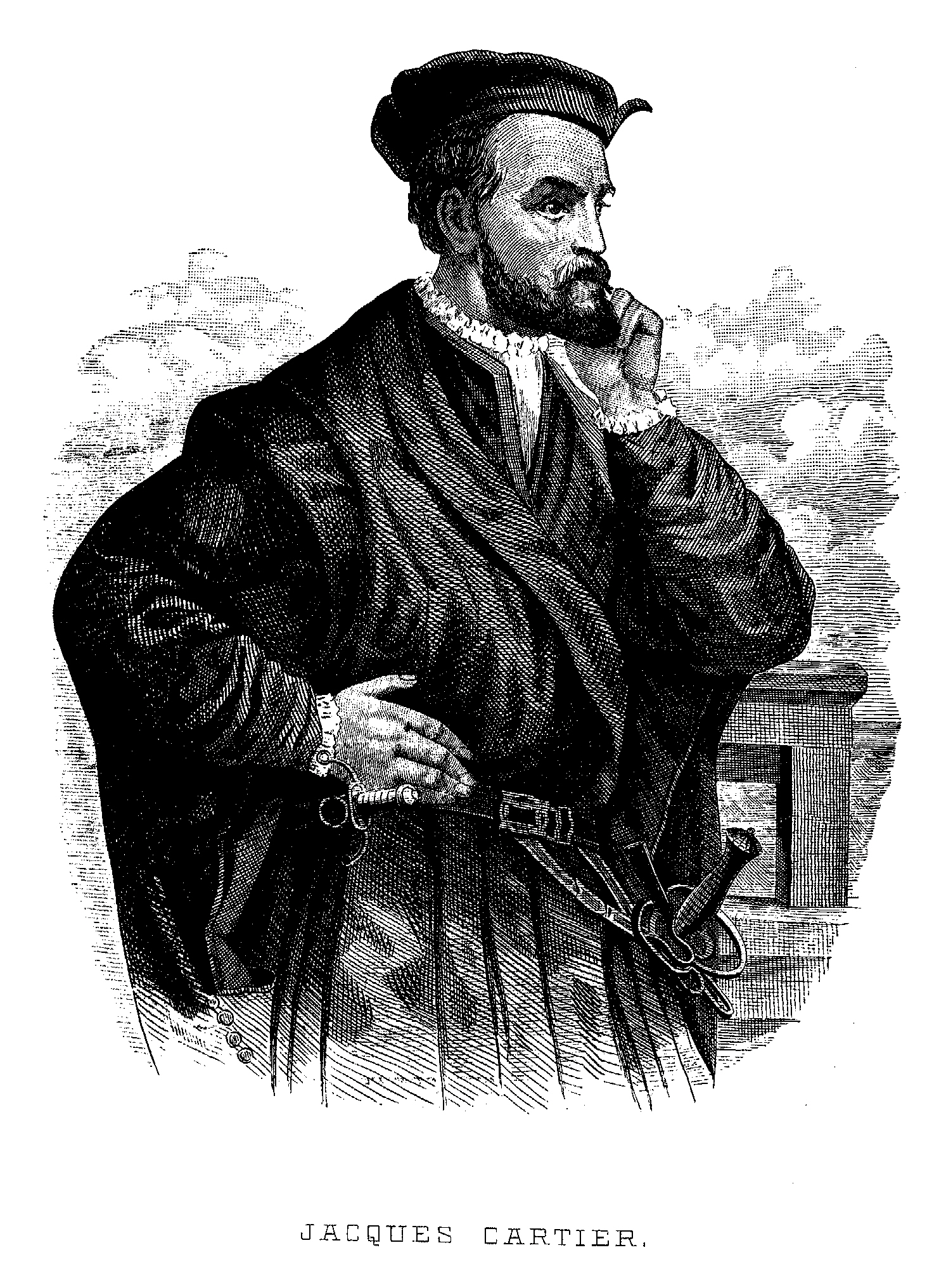
Jacques Cartier

Jacques Cartier jeta l’ancre dans la région de Miscou en juillet 1534 et explora la région pendant quelques jours. 
Les Micmacs sont habitués à faire des échanges avec les Européens car ils abordent Jacques Cartier le 6 juillet 1534 en Gaspésie, en provenance de la Péninsule acadienne, probablement de Grande-Anse. Cartier est effrayé et fait tirer des coups de semonce mais finit par faire du troc le lendemain avec eux.
En 1619, l’Association des marchands de Bordeaux fonda un poste de pêche à Miscou. Des jésuites vinrent ensuite pour évangéliser les amérindiens de la région. Nicolas Denys faisait du commerce sur la côte de la baie des Chaleurs et du golfe du Saint-Laurent, incluant à Caraquet. L’association fut ensuite dissoute, les jésuites rappelés en France et Nicolas Denys forcé de quitter l’île pour Nipisiguit.
Le 17 août 1693, le Conseil souverain donne la concession de Pokemouche à Philippe Hesnault, de Nipisiguit, lui ajoutant trois lieues de largeur de chaque côté de la vallée, pour un total de huit lieues par quatre, un territoire qui inclut l'est de Caraquet. Michel Degrez, qui possédait auparavant la seigneurie, devait 200 livres à Hesnault, ce qui explique probablement cette décision. Hesnault ne s'établit pas sur les lieux et d'autres marchands en profitent pour chasser sur ses terres. Il porte plainte au Conseil et obtient gain de cause le 30 août 1705 contre le directeur général de la Compagnie de Mont-Louis, Jean de Clarmont. On ne sait pas avec précision ce qui est arrivé au fief de Pokemouche après la mort d'Hesnault.
La moitié de l'île de Caraquet est accordée au sieur Denis Riverin le 24 novembre 1696 pour l'exploitation de la pêche par Pierre Rey Gaillard.

## Établissement permanent (1711-1784)

### Gabriel Giraud

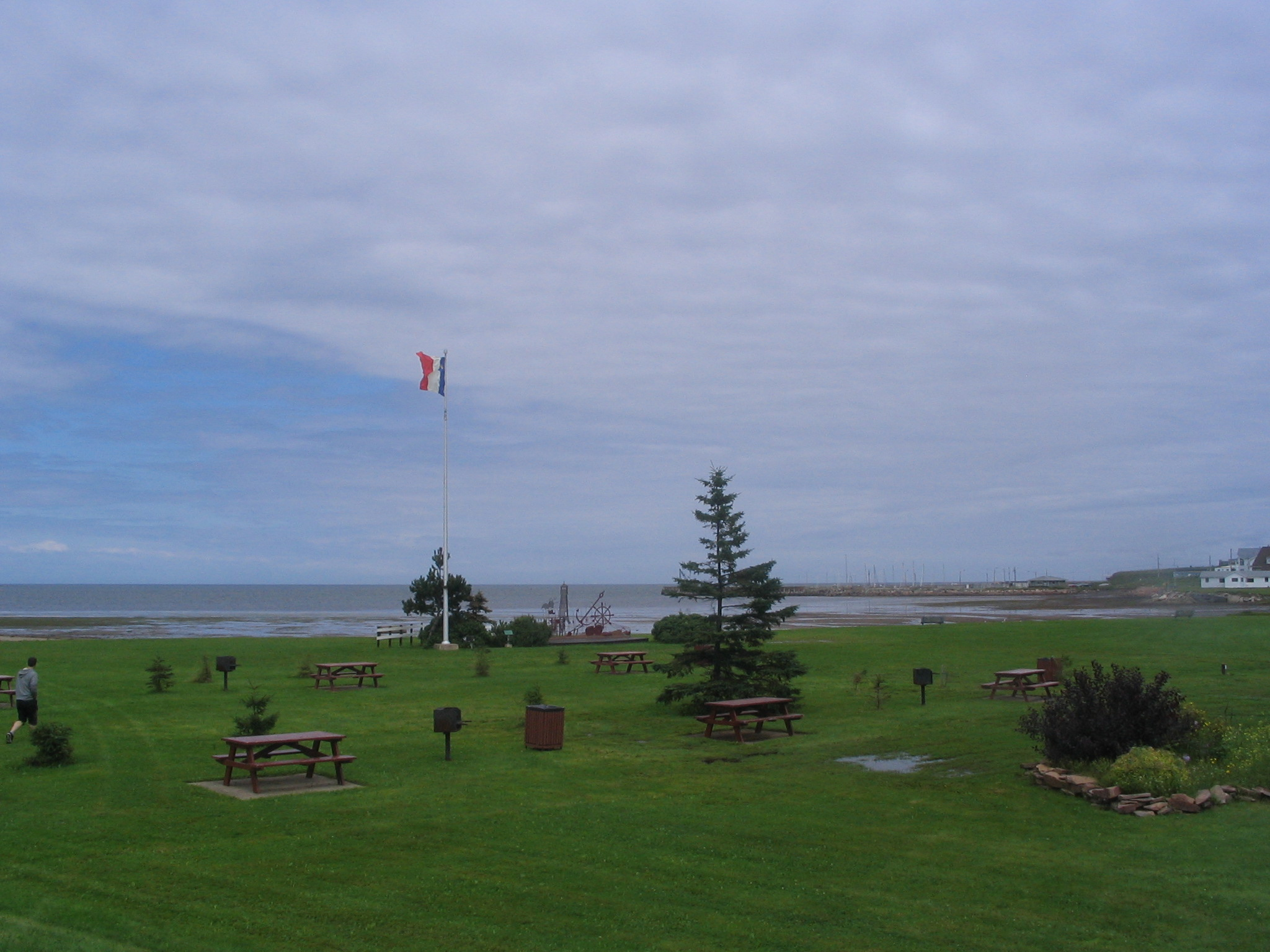
Le site du village de Gabriel Giraud, aujourd'hui à Bas-Caraquet.

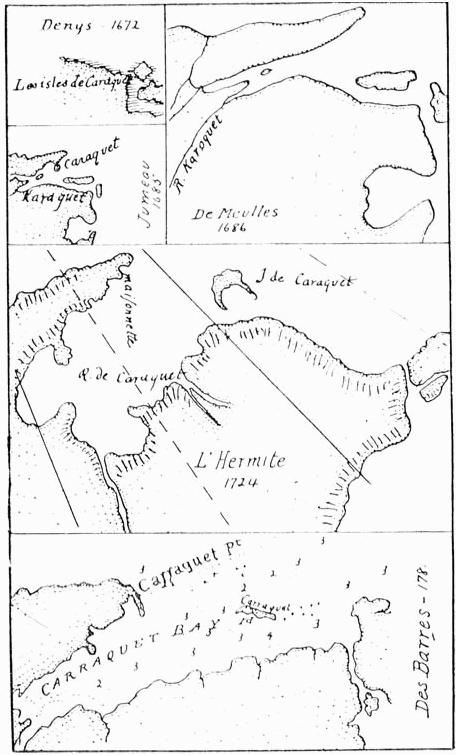
Cartes historiques de Caraquet.

En 1713, par le traité d'Utrecht, l'Angleterre obtint le contrôle de la partie péninsulaire de l'Acadie, la France conserva donc les territoires au nord, incluant Caraquet. Vers 1731, le Français Gabriel Giraud dit St-Jean est probablement le premier colon à s’établir en permanence dans la région. Il serait en fait arrivé vers les années 1710 et on sait qu’il vivait à Miramichi en 1727. Il serait né en Bretagne. Il vivait sur la rive est du ruisseau Saint-Jean (aujourd’hui Isabelle), à trois quarts de lieues de la route, à la limite entre Caraquet et Bas-Caraquet. Il maria une Micmac et ils eurent au moins deux enfants, Angélique (marié Joseph LaBouthillier) Jean-Baptiste, marié lui aussi à une Micmac. Leur nom a disparu mais ils ont quelques descendants, principalement en Gaspésie. Il semble que quelques familles de pêcheurs se soient établies avec les Giraud, formant le premier noyau du village.

### Guerre de Sept Ans

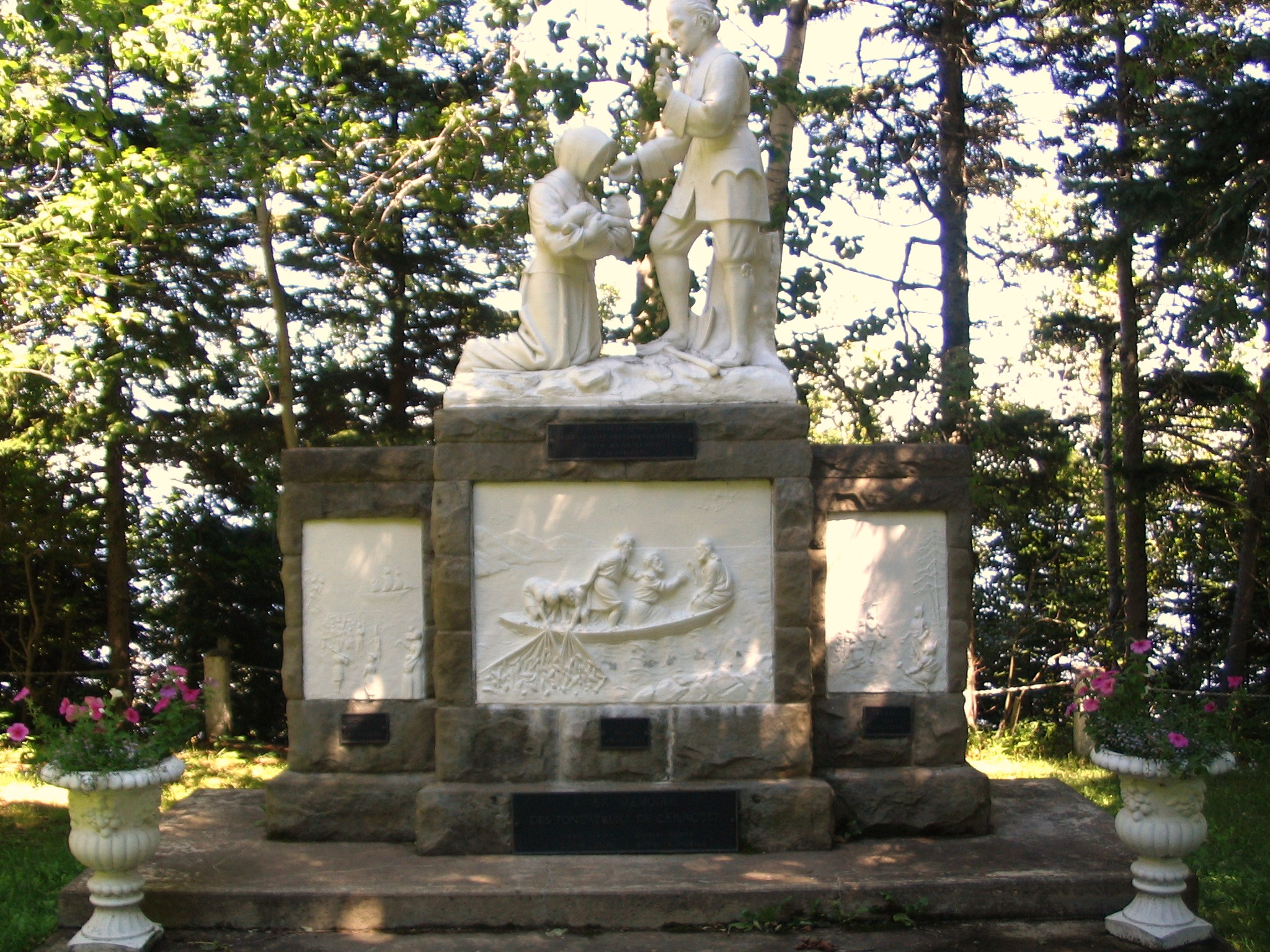
Monument commémorant le Grand Dérangement
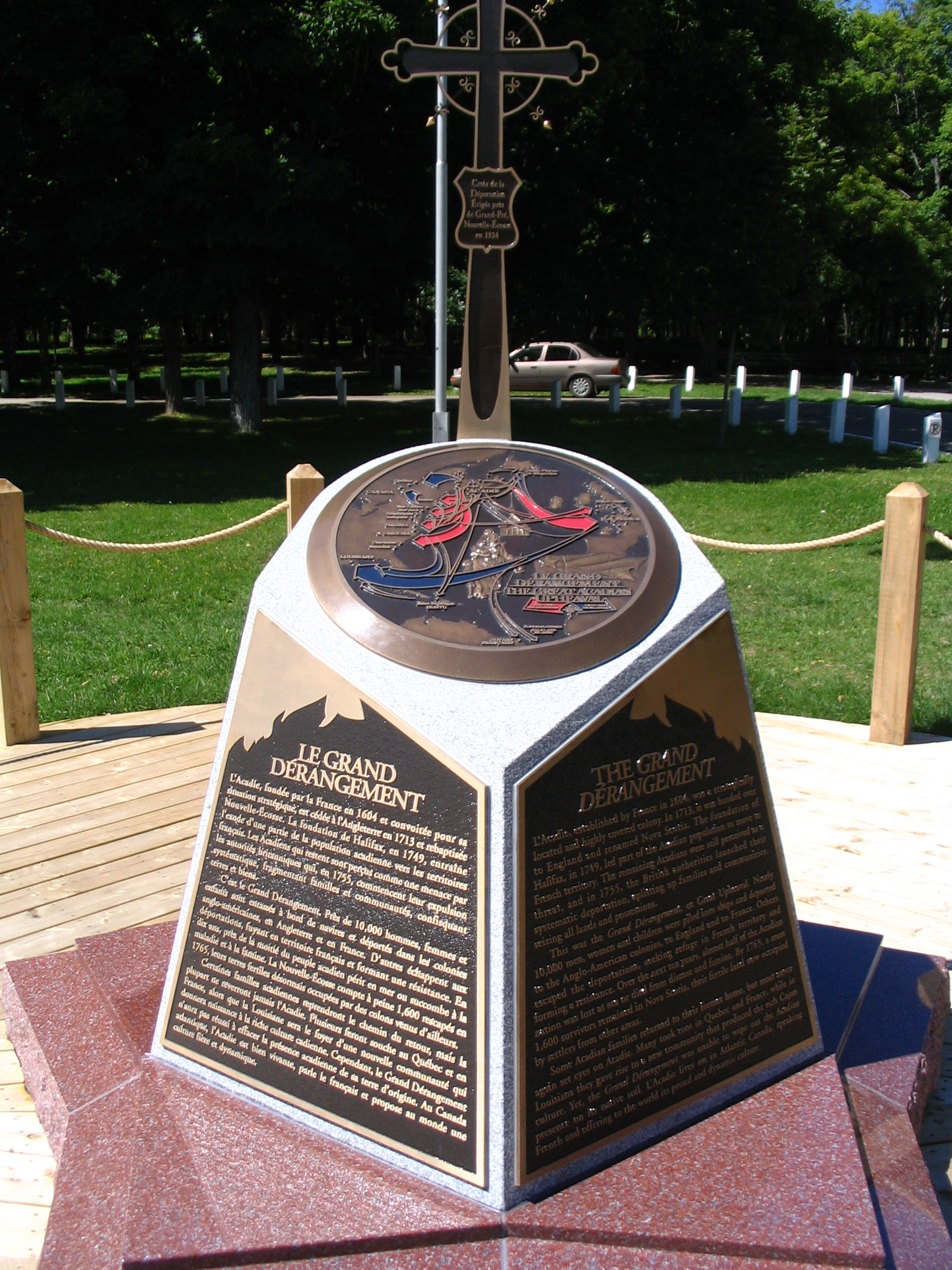

Les premières années de l’histoire de Caraquet sont intimement liées à la Guerre de Sept Ans. Pour échapper à la déportation, des centaines d’Acadiens se réfugièrent à partir de l’été 1756 au Camp d’Espérance à l’Île Boishébert, dans la Miramichi. Ils y passèrent un hiver terrible et environ 2 000 personnes moururent de la faim et de maladies. Au printemps 1757, une partie de la population décida de s’établir sur le littoral sud de la baie des Chaleurs, entre Népisiguit et Néguac. Un village fut fondé à Caraquet par Alexis Landry, Olivier Blanchard (1726 - 1796), capitaine de goélette et charpentier,, Olivier Légère, Louis Brideau et leurs familles, au lieu-dit de Sainte-Anne-du-Bocage.
Dans une lettre postée de la Ristigouche et datée du 7 septembre 1760, le commissaire Basagier écrivit au Cardinal Mazarin que 150 personnes vivaient à Caraquet dans 36 familles. La même année, à la suite de la bataille de la Ristigouche, le capitaine Saint-Simon se vit confier le commandement d’un bateau corsaire avec 47 hommes d’équipage normands et acadiens. En octobre, ils prirent en chasse un bateau britannique, qu’ils capturèrent. Ensuite, une frégate britannique les poursuivit. Ils se réfugièrent dans la baie de Saint-Simon pour échapper à la capture. Ils sabordèrent leur bateau au lieu-dit de La Chaloupe, près du hameau de Morais à Bas-Caraquet. Ne pouvant retourner à Restigouche, ils passèrent l’hiver dans la région. Au printemps 1761, Saint-Simon retourna en France, tandis qu’une partie de son équipage s’établit à Caraquet et Bas-Caraquet. Certains fondèrent plus tard le village de Saint-Simon.
En juillet et août 1761, Pierre Du Calvet effectua un recensement de la région pour le compte du gouverneur Murray. D’après le recensement, 37 familles (174 habitants) habitaient Caraquet dans trois villages. Il y a également cinq habitants à l'île de Caraquet mais des témoignages subséquents semblent démontrer qu'ils ne sont que des pêcheurs saisonniers.
À la suite de ce recensement et en représailles de la bataille, le capitaine Roderick MacKenzie captura la plupart des Acadiens de la région, entre Nipisiguit (Bathurst) et Miscou. Ces gens seront emprisonnés à Halifax (sur l’île George) et au Fort Cumberland. Caraquet fut relativement épargnée, car sur environ 170 habitants, 150 sont laissés sur place à cause du manque de place sur les bateaux ou se sont enfuis. Ceux qui échappèrent à ces attaques s’établirent en d’autres endroits de la baie des Chaleurs, comme à Bonaventure ou à Miscou, au ruisseau des Landry. Les Giraud étaient fournisseurs pour MacKenzie. N'ayant pas été déportés, cela ferait de Caraquet et Bas-Caraquet un des établissements permanents les plus anciens du Nouveau-Brunswick et de l’est du Canada. Le marchand britannique Gamaliel Smethurst relatera plus tard ces évènements. Il fut témoin de la déportation de Nipisiguit et ensuite abandonné par son capitaine. Il se rendit à Caraquet avec l’aide de trois Français s’étant cachés dans le bois, probablement des membres de l’équipage de Saint-Simon. Après avoir marchandé, Gabriel Giraud lui donna un canot et l’aide des Micmacs pour qu’il puisse se rendre au Fort Cumberland. Selon Gamaliel Smethurst, c'est Jean-Baptiste Giraud, le fils de Gabriel, qui aurait écrit à MacKenzie afin de lui demander de ne pas toucher à ses compatriotes.

### Rétablissement de la ville puis attaques de corsaires
En 1763, c’est la signature du traité de Paris : la Grande-Bretagne obtint tout le territoire de l’Acadie. En 1764, la  Proclamation royale permit aux Acadiens déportés de venir s’établir sur des terres inhabitées. Les Landry, Légère, Blanchard, Poirier, Cormier, Dugas, Gallien, Doiron, Gionet, Albert, Bouthillier et Lanteigne sont revenus à Caraquet en 1766. Les Dugué et Mallet décident plutôt de s’établir à Shippagan. 
En 1762, Raymond Bourdages, de Bonaventure, fonda un poste de pêche à Caraquet. Ces possessions firent plusieurs jaloux. Entre autres, en 1776, durant la révolution américaine, des corsaires américains attaquèrent les marchands de la baie des Chaleurs, dont le poste de Bourdages à Caraquet. John Allan souleva les Micmacs de la côte et 16 des leurs, le 22 mars 1779, attaquèrent Caraquet,.

## XIXesiècle

### Grande Concession

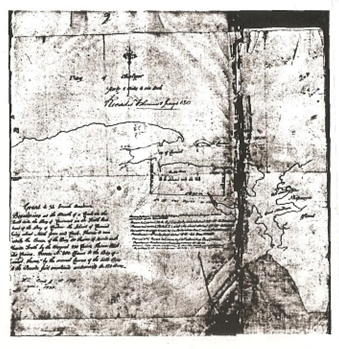
Grande concession de Caraquet en 1784.

En 1784, François Gionest se rendit à pied à Halifax. La Grande Concession, aussi appelée la Grande Grant, l’occupation légale du sol à Caraquet, y fut accordée le 19 mars, une concession de 14 150 acres (57 km2) pour 34 familles. Certaines de ces terres font maintenant partie de Bertrand ou Bas-Caraquet. À cette époque, plusieurs pêcheurs Normands s’étaient établis à Caraquet. Une partie des premiers colons étant Micmacs, leurs descendants sont donc métissés. Ce sera ensuite le tour d’autres Canadiens. À partir de cette époque, la population de Caraquet se sépara en deux groupes distincts : les Acadiens vivant à l’ouest et les Métis, Québécois, et Normands vivant à l’est. Pendant environ 50 ans, il y eut une certaine haine entre les deux groupes et aucun mariage. Ce clivage aura des conséquences désastreuses durant les émeutes de 1875.

### Implantation de l'Église et de la pêche industrielle

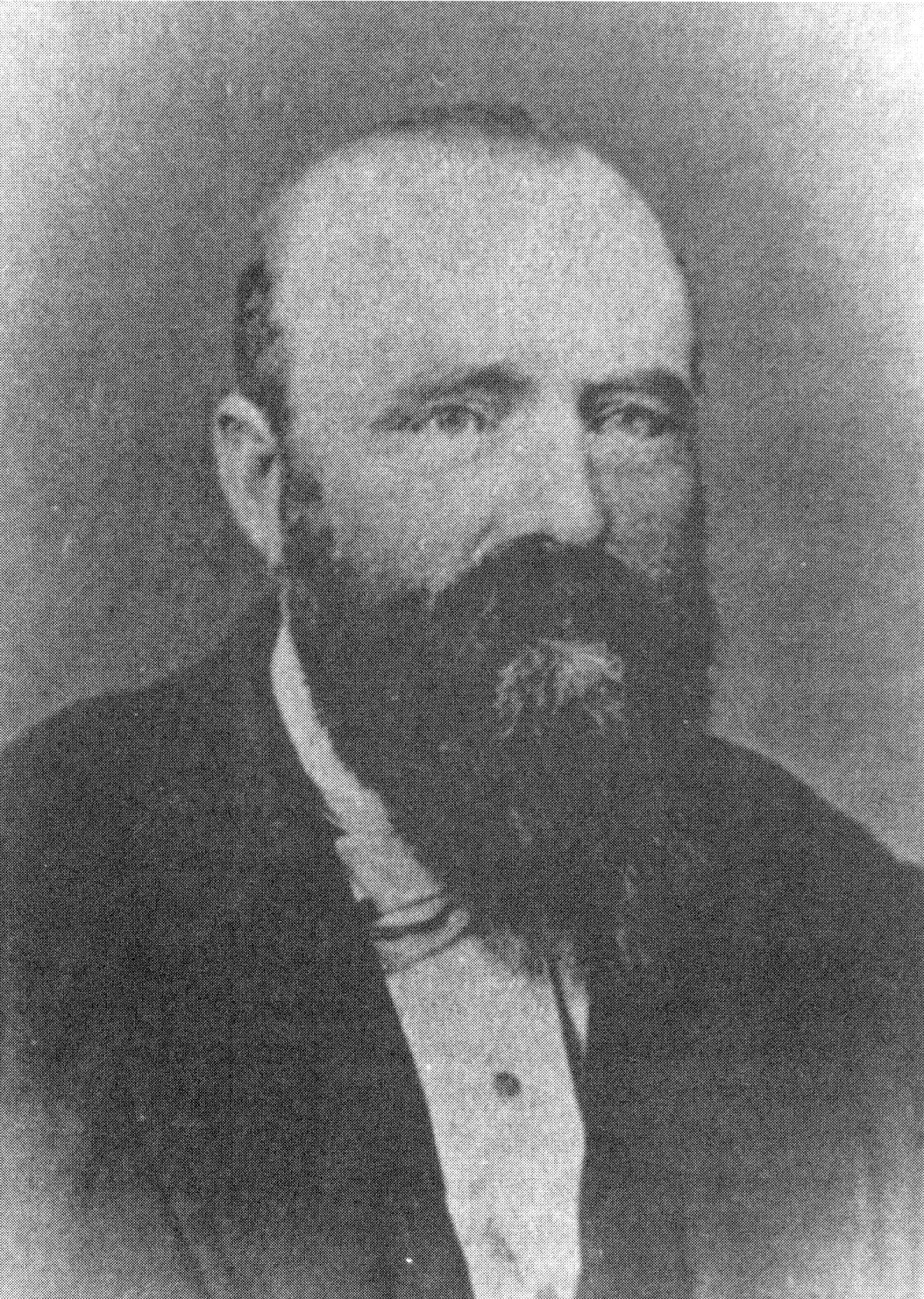
Robert Young (1834-1904).

Des prêtres commencèrent à visiter la ville en 1768. Auparavant, les habitants de Caraquet célébraient des messes blanches, dirigées par Alexis Landry. La première église fut construite à Sainte-Anne-du-Bocage en 1791. Un incendie détruit plusieurs bâtiments et des réserves de nourriture le 28 août 1795 ; la population réclame l'aide du Québec. La confrérie Notre-Dame des Agonisants est fondée en 1804 par le missionnaire français René-Pierre Joyer; elle est probablement la première association francophone en Acadie. En juillet 1811, l'évêque Joseph-Octave Plessis fit une visite de quelques jours à Caraquet. Il affirma que la viande était rare et le pain de mauvaise qualité mais que les gens faisaient bien la pêche. Il affirma aussi que les gens de l’ouest étaient purs mais que ceux de l’est avaient moins bonne renommée, qu’ils sortaient à Paspébiac et qu’ils s’étaient alliés avec des « sauvagesses », sans être pour autant des barbares. Certaines personnes de Caraquet participent à la guerre de 1812. Louis Gauthier, vétéran de la bataille de Waterloo au sein de la Grande armée de Napoléon, s'installe quant à lui à Caraquet après la guerre. En 1817, l’abbé Thomas Cooke devenait le premier prêtre résident de Caraquet. Une deuxième église fut construite en 1818. Étant la seule de la région à l’époque, cela contribua à la prospérité de la ville.
Un poste de pêche est fondé sur l'île de Caraquet en 1821 par Marcel Martin. Au XIXe siècle, plusieurs Jersiais, Écossais et Anglais vinrent s’établir à Caraquet. La plupart quitteront après quelques années ou laisseront très peu de descendance. Ils contrôleront pourtant l’économie et la politique locale pendant plus de cent ans. La Compagnie Robin s’établit en 1837 et sera présente jusqu’en 1958. Un bureau de poste est inauguré en 1850. En 1870, le service postal vers Caraquet est l'un des plus mauvais dans la province, avec trois distribution du courrier par semaine à partir de Bathurst. L'arrivée du chemin de fer Intercolonial améliore le service postal mais, en 1909, la péninsule acadienne n'est toujours desservie que six fois par semaine. Le commerçant anglais Robert Young s’établit à Caraquet en 1850. Un peu plus tard, ce sera le tour de Philip Rive et William Fruing. Trois bateaux anglais pris dans les glaces derrière l'île de Caraquet en janvier 1857 ; les marins sont sauvés par des gens de Caraquet et Bas-Caraquet. Plus tard dans l'année, l’église Saint-Pierre-aux-Liens est construite. Une grande tempête tue plusieurs marins en juillet 1857. Une épidémie de fièvre typhoïde ravage la ville à l'hiver 1863-1864. En 1865, Jean-Louis Landry ouvrit le premier moulin à farine de la région. Il fonctionnera pendant 35 ans. Il possédait aussi un moulin à bois et un autre à carder la laine.

### Affaire Louis Mailloux

Les principaux événements de l'Affaire Louis Mailloux.

Le 5 mai 1871, le gouvernement provincial adopta la Common School Act, qui, entre autres, mit fin à l’enseignement religieux dans les écoles. Appuyés par les Irlandais de la province, quelques députés et le clergé, les habitants protestèrent et demandèrent un réseau d’écoles catholiques. Cette crise causa la défaite de plusieurs députés provinciaux et fédéraux, affaiblit le gouvernement de John A. Macdonald et contribua à sa chute. Les pêcheurs de Caraquet étaient alors très appauvris par la méthode de paiement des compagnies qui les payaient avec des jetons pouvant seulement être échangés à leur magasins. Les compagnies donnaient uniquement de quoi survivre au pêcheur et pas assez pour s'émanciper. Cette situation, mêlée au mécontentement provoqué par la loi 87, causèrent un soulèvement d'une partie de la population. Cela dégénèrera en des émeutes de deux semaines. La police intervint avec l’aide de la milice. Il y eut deux morts lors d'une fusillade le 27 janvier 1875 : John Gifford, un milicien de 22 ans venu de Newcastle, et Louis Mailloux, 17 ans.

### Révolution industrielle

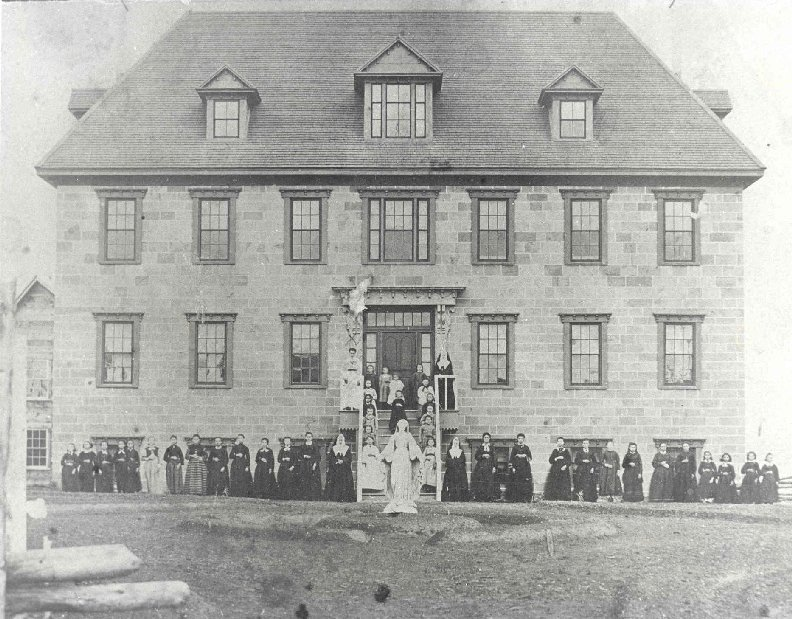
Le Vieux couvent en 1880

À la demande des marchands de la ville, la Montreal Telegraph Co fit ouvrir un service télégraphique en 1872. Le couvent de la Congrégation Notre-Dame, aujourd’hui appelé Vieux Couvent, destiné à l’éducation des filles, est construit en 1874. Une épidémie de « picote », autrement dit de variole, touche la ville en 1874 ; un hôpital de fortune est aménagé dans la maison de Charles Coghlan.
La Confédération canadienne nuit à l'économie des provinces Maritimes. Pour contrer à la fois l'exode des Acadiens vers l'ouest ou les États-Unis et le contrôle des compagnies de pêche sur la population, le clergé se mobilisa pour fonder de nouveaux villages d'agriculteurs, tels que Paquetville.

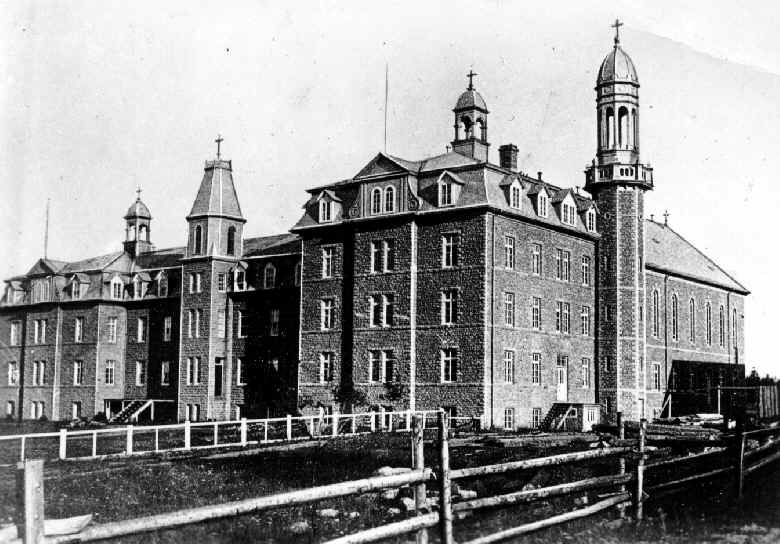
Le collège Sacré-Cœur

Le consul général de France, M. Kleszkowski, visite Caraquet en août 1899.
L’ingénieur Sanford Fleming proposa au gouvernement fédéral de faire passer le Chemin de fer Intercolonial dans la ville et de construire un port à Pokesudie. Le trajet fut finalement dévié vers Halifax, mais un chemin de fer plus modeste fut tout de même inauguré en novembre 1887. En décembre, le train Caraquet Flyer déraille à Sainte-Anne-du-Bocage, faisant huit morts. L’ouverture du chemin de fer causa un certain boom économique à Caraquet, avec la construction de plusieurs usines, ateliers, commerces et hôtel, dont le Château Albert, construit en 1907. En 1895, Henri A. et Nazaire Dugas ouvrirent une scierie et plus tard une manufacture de portes et fenêtres, une autre de bardeaux et un moulin à farine de trois étages. La qualité de leurs produits était renommée dans toute la région. Des bateaux furent construits par Charles Chenard et Théotime Albert. Il y eut aussi une confiserie, la tannerie Fitzpatrick, une fonderie, une boucanière, des conserveries à homard et une boulangerie. En 1919, Jos L. Blanchard ouvrit le premier atelier d’artisanat commercial. Il y avait une carrière à proximité de l’église, d’où furent extraites les pierres servant à la construction des édifices institutionnels. La plupart de ces usines n’existent plus.
Le téléphone fit son arrivée à Caraquet vers 1891.
Le Collège Sacré-Cœur ouvrit ses portes en 1899.

## XXesiècle

### De l'ouverture du collège à la constitution en municipalité
En 1905, eut lieu à Caraquet la Ve Convention nationale acadienne. Il n'y a plus d'habitations permanentes à l'île de Caraquet à partir du début du XXe siècle. Le 5 juin 1914, lors d’une forte tempête, 13 pêcheurs de Caraquet, 6 de Bas-Caraquet et une quinzaine de Lamèque perdirent la vie. En 1906, la Banque du Peuple, première banque dans l'Acadie du nord de la province, ouvre une succursale à Caraquet. Elle fut remplacée par la Banque provinciale du Canada en 1910. Le Collège Sacré-Cœur fut détruit par un incendie en 1915. Après un long débat pour que le collège soit reconstruit à Caraquet, c’est finalement à Bathurst qu’il fut reconstruit en 1921. L’électricité arriva à Caraquet vers 1939. Durant les années 1940, le gouvernement fédéral acheta le quai de Caraquet, mettant en partie fin à la mainmise des marchands britanniques sur l’économie locale. En 1945, un service d’autobus fut instauré. Trois véhicules assuraient les liaisons intérieures et un autre assurait la liaison Bathurst-Tracadie-Shippagan. Le service local existera jusque dans les années 1970. La section #56 de la Légion royale canadienne fut inaugurée en 1946. Le Congrès eucharistique de 1950 attira plus de 20 000 participants. En 1959, l’école régionale de Caraquet (plus tard appelée La Nacelle, du nom de son journal étudiant) fut construite sur les ruines du Collège Sacré-Cœur. Auparavant, les étudiants de la ville étaient répartis dans plusieurs écoles trop petites. La même année, l’École des Pêches est installée dans le sous-sol.

### Constitution de la ville et effervescence

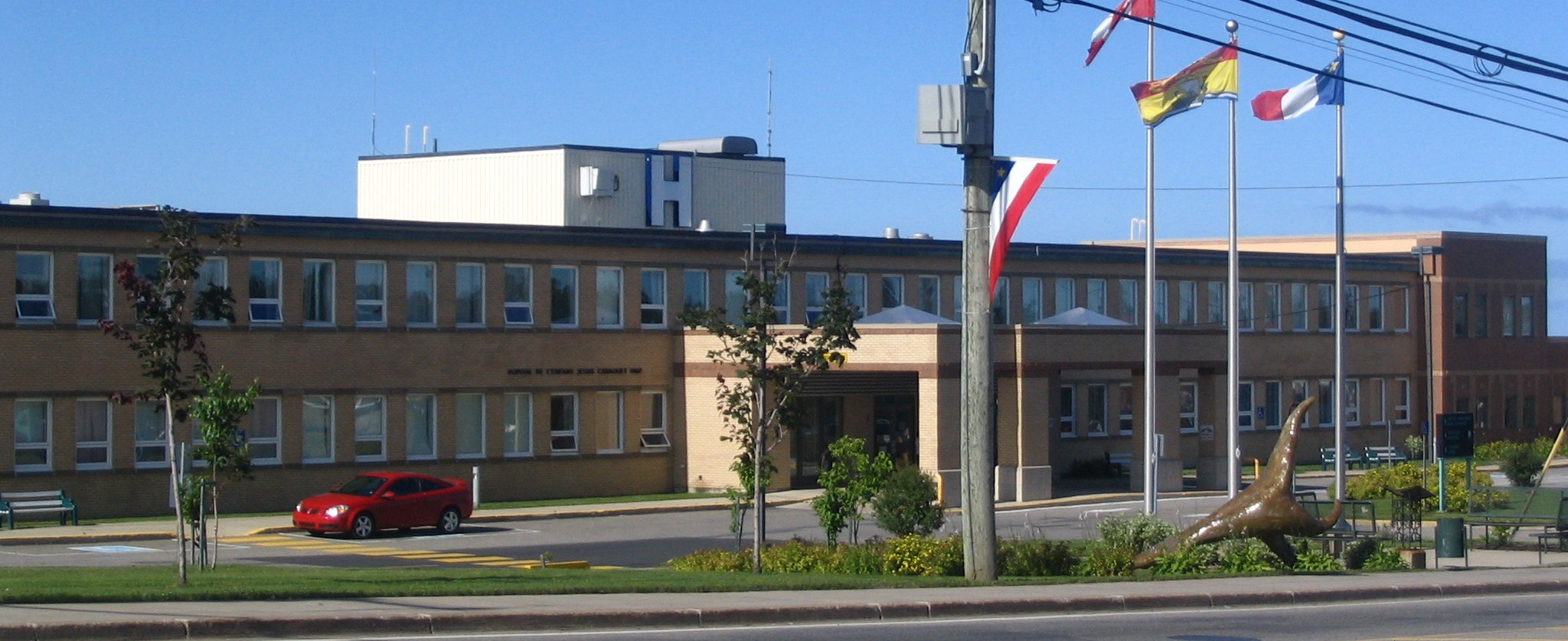
Hôpital de l'Enfant-Jésus.

La Chambre de Commerce de Caraquet fut fondée en 1948. Cet organisme fut particulièrement impliqué dans la vie sociale et économique de la ville. Elle proposa l'heure avancée, s'intéressa à l'urbanisme et même au nationalisme, s'opposant à une enseigne unilingue anglaise sur un chantier de construction. Certaines de ses premières propositions, comme une seconde route principale au sud de la ville, n'ont pas encore été accomplies. Le cinéma Morano ouvre ses portes en 1949 ; il est renommé cinéma Bellevue à son rachat en 1994. En 1958, la Chambre de Commerce forma un comité de l'hôpital. De nombreux dons furent amassés, mais le gouvernement refusa de payer l'intérêt et la dépréciation de l'hôpital. Les citoyens de la ville, par l'entremise de la Chambre de Commerce, avec la Dr Blaise Duguay à la présidence, demandèrent donc la constitution de la ville en municipalité, ce qui fut chose faite le 15 novembre 1961. La nouvelle municipalité s'engagea, en 1962, à financer une partie des coûts de l'hôpital pour 35 ans. C'est le Dr Blaise Duguay qui a été  l’un des grands responsables de la construction de l’Hôpital de l’Enfant-Jésus de Caraquet. Il a été membre du comité pour la construction de cet hôpital durant dix ans, il a occupé le poste de secrétaire au conseil d’administration. 
Durant les mois suivants, de nouveaux trottoirs furent construits, les poteaux d'électricité furent enlevés du côté nord du boulevard pour dégager la vue et le système de téléphones à cadrans fut installé. Des élections partielles furent organisées le 15 décembre 1961, où le premier conseil fut élu par acclamation, avec Alban Blanchard au poste de maire. Le conseil prit place au sous-sol de l'école régionale, qui accueillait aussi l'école des pêches. Les détails administratifs tels que la séparation de la ville en quartiers furent réglés le même mois. Les élections générales furent organisées le 20 février 1962, où Alban Blanchard conserva son titre de maire. Un service de police fut instauré en 1962, avec Antoine Landry comme chef.
Le premier festival acadien de Caraquet fut organisé en 1963. Cet événement est d'autant plus important que durant les deux semaines du festival, les deux édifices ayant poussé à la constitution de la ville furent inaugurés, soit le nouveau campus de l'École des pêches du Nouveau-Brunswick et l'hôpital L'Enfant-Jésus. Le Musée acadien fut également inauguré le 13 août. En 1965, Caraquet accueillit la XIVe Convention nationale acadienne. Les délégués mirent l'accent sur le développement des forces vives des Acadiens. Les problèmes d'actualité et les besoins de la population sont étudiés. En 1966, le conseil municipal initia plusieurs grands projets, tels que la construction d'un système d'aqueduc. La Villa Beauséjour, une vaste résidence pour personnes âgées, fut inaugurée en 1967. Le Colisée Léopold-Foulem fut construit la même année.

### Instabilité politique et économique

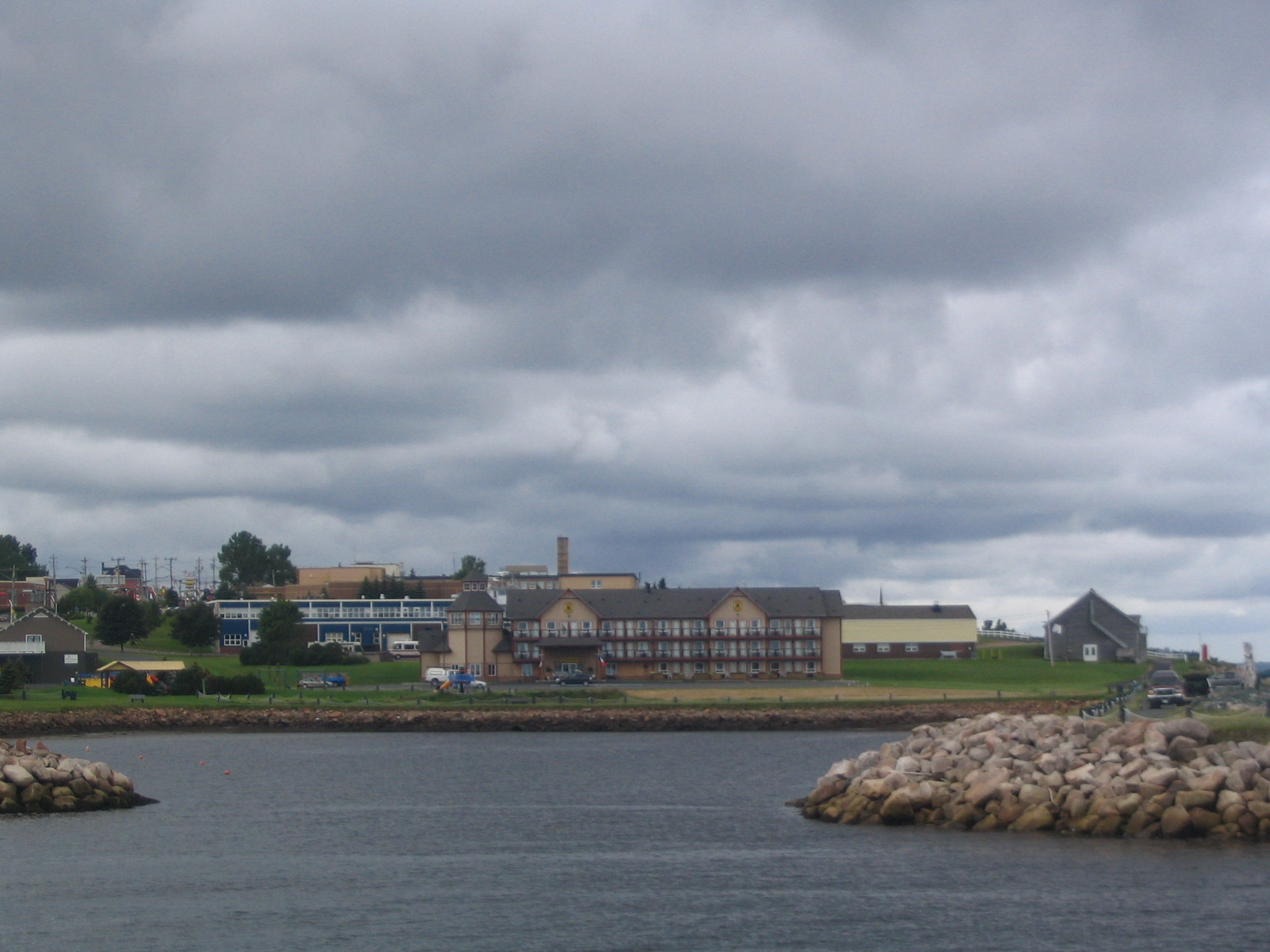
Le lieu-dit du Marais, dans l'ouest du port, a subi de profondes transformations depuis la fin des années 1950, et abrite plusieurs des institutions de la ville.

Les premières élections municipales furent sans opposition. L'abolition de la municipalité du comté de Gloucester, le 9 novembre 1966, eut un effet bénéfique pour la participation aux élections municipales. Le 12 juin 1967, la lutte fut très serrée dans certains quartiers, et certains favoris perdirent les élections. Parmi les candidats importants, notons Lorenzo Morais, Clarence LeBreton et Mathilda Blanchard. On vit également apparaître la distribution de tracts parfois virulents et la formation de partis politiques informels. La course à la mairie fut menée par deux candidats du même quartier, Lucien Boudreau et le docteur Raymond Savoie, tous deux des conseillers sortants du quartier #2. Le docteur Savoie fut vainqueur. Cette année vit également la création des commissions scolaires et 17 candidats se présentèrent aux élections.
Durant les fêtes du centenaire de la confédération, en 1967, le nouvel édifice du Musée acadien fut inauguré. Une des principales réalisation du maire Savoie fut la construction du Colisée Léopold-Foulem, inauguré le 15 décembre 1968 et dédié à Léopold Foulem et Donat Cormier, impliqués dans le sport amateur depuis 35 ans. Aux élections du 9 juin 1969, les trois candidats furent le maire sortant, Rhéal Leblanc et Lorenzo Morais. Le conseil de Savoie fut affaibli par le départ de deux membres en 1968 et Morais, le candidat le moins prometteur, gagna les élections. Morais dirigea la ville avec dynamisme et fermeté mais il fut de moins en moins populaire. La Polyavlente Louis-Mailloux est inaugurée en 1970. Un seul des conseillers élus en 1969 se présenta aux élections de 1971, et plusieurs accusèrent Morais de diriger sans consultation. La campagne fut difficile et confuse mais Morais gagna contre Olivier Légère.
L'usine de transformation de poisson Gorton Pew est rachetée par des intérêts locaux, dont Lorenzo Morais. Le boulevard et la rue du portage sont agrandis. Les difficultés continuèrent pour Morais, car six des huit conseillers démissionnèrent entre 1972 et 1974. Morais se présente aux élections provinciales en 1972, où il devient le premier député conservateur de Caraquet depuis longtemps. Morais veut en faire profiter sa ville mais doit quitter le conseil des ministres à cause de ses déboires avec les autres membres. Malgré les difficultés, Morais est réélu au conseil municipal en 1974 avec seulement 26 voix de plus que Germain Blanchard. Son conseil sera à nouveau victime de démissions.
Le parc industriel prit forme le 12 juin 1974 par l'ouverture de la filature Cirtex. L'usine permettait de créer 109 emplois hors de la saison de pêche. Cette usine avait déjà créé scandale en 1972, lorsque le conseiller Fidèle Thériault découvrit que la municipalité avait offert 500 dollars par emploi créé au promoteur. Les troubles recommencèrent lorsque des employés formèrent un syndicat affilié à l'Union canadienne de l'industrie des pêches et des travailleurs affiliés. Après plusieurs menaces des employés et l'employeur, une grève se déclencha le 3 décembre 1974. Sous la houlette de Mathilda Blanchard, les employés affirment ne pas vouloir céder. Le maire Morais démissionne le 12 janvier estimant qu'il n'a plus le support de la population. Le conseiller Philibert Landry se porte à la défense de l'employeur, ce qui le pousse à démissionner à son tour. Les accusations de Fidèle Thériault refont surface au conseil, causant le démission de deux autres conseillers et du directeur général de la municipalité. Aux élections complémentaires de mars 1975, Germain Blanchard, directeur d'école apprécié de la population, obtient une vaste majorité au poste de maire contre Normand Sirois. Les conseillers manquants sont élus aux élections complémentaires de septembre. La grève de l'usine Cirtex continue à l'automne 1975 et fait constamment les manchettes. Lorenzo Morais demande la démission de Mathilda Blanchard. Cette dernière refusa et qualifia de « règne de terreur » la situation en ville. Le syndicat fut ensuite désaccrédité et l'affaire se rendit jusqu'en Cour suprême. L'usine ferme finalement ses portes en décembre 1976. L'usine appartenait à l'entreprise japonaise Ataka et la fermeture de leur raffinerie de pétrole de Come by Chance, à Terre-Neuve, avait trop nui à leurs activités. 
Malgré sa victoire, Germain Blanchard se verra questionné en 1976. En effet, la démission du chef de police Edgar Landry poussa un groupe de citoyens à dénoncer l'administration municipale. Un pamphlet distribué à tous les citoyens porta sur la démission, l'usine Cirtex et 19 autres points et affirma qu'il y avait un complot et un maire secret. Le conseil resta en place malgré les accusations. Aux élections du 9 mai 1977, Lorenzo Morais présenta à nouveau sa candidature comme maire contre Germain Blanchard. La campagne porta sur la réouverture de l'usine et l'agrandissement du port. La construction d'un second centre commercial à la Pointe-Rocheuse ne fit pas l'unanimité et Morais avait conservé des appuis et la lutte fut serrée. Blanchard fut tout de même réélu par une faible majorité.
Le Village Historique Acadien fut inauguré en 1977, fruit des démarches des trois derniers conseils municipaux. Le port fut rénové au coût de 3,5 millions de dollars et le nouvel hôtel de ville inauguré le 18 septembre 1978. L'usine fut rachetée par la compagnie Chanel Fabrics, qui l'ouvrit à nouveau le 3 décembre 1979. Elle dut à nouveau fermer ses portes quelques années plus tard, cette fois ci pour des raisons économiques. L'administration Blanchard mit en place un plan d'aménagement du territoire et un arrêté de zonage. Malgré une demande d'enquête officielle sur l'administration de la municipalité par quelques conseillers, le mandat de Blanchard fut stable et la ville fut bien en vue.
L'école Marguerite-Bourgeoys est inaugurée en 1981. Le quotidien l’Acadie Nouvelle est fondé en 1984.
Les années 1980 et 1990 ont vu la fin du contrôle de l’industrie de la pêche par les Canadiens anglais. Le Vieux-couvent, qui abritait la plupart des organismes culturels et communautaires de la région, fut détruit par un incendie en 1992. Caraquet accueillit les 15e Jeux de l’Acadie en 1994. Le service de police de Caraquet fut aboli en 2001 pour être remplacé par la GRC. En 2003, à la suite de la crise du crabe, des pêcheurs Micmacs s’installèrent au port de Caraquet pour assurer leur sécurité. La même année, un mouvement de protestation au Nouveau-Brunswick et au Québec se forma pour empêcher la construction d’un incinérateur par la compagnie Bennet Environmental à Belledune, pour traiter des sols contaminés aux hydrocarbures et à l’huile de créosote. Des risques pour l’environnement et la santé des habitants des communautés de la Baie des Chaleurs ont été évoqués. Face à la pression populaire, le gouvernement du Nouveau-Brunswick exigea plusieurs actions de la part de la compagnie, dont la tenue d’une consultation publique, avant de donner le feu vert à la construction

,
,.

### Capitale de l'Acadie
En 1992, Roberta Dugas gagna les élections municipales contre Germain Blanchard, à la tête de la ville depuis 1975. Roberta Dugas fut élue par acclamation le 8 mai 1995. Elle l'emporta avec une forte majorité contre Bernard Robichaud le 11 mai 1998.
En 1993, la ville de Caraquet fut l'une des 3 sélectionnées pour participer au programme Rural and Small Towns. Le comité du centre-ville a accompli plusieurs projets durant les années suivantes, tels que l'aménagement de placettes et l'organisation d'activités. Le comité de sauvegarde du patrimoine a été créé. L'adoption d'un arrêté municipal sur la sauvegarde du patrimoine en 1999 en faisait un comité municipal. Les règles d'affichages ont été modifiées, un répertoire des sites historiques et une brochure d'information. Caraquet s’est auto-proclamée capitale culturelle de l’Acadie en 1993, a adopté une politique culturelle et formé une commission culturelle en 1994. Cette commission avait pour but de « doter les organismes et événements culturels de son territoire de structures et d’outils de regroupement et de concertation aptes à appuyer leur développement ».
Les travaux de la plage Foley commencent en 1994. En 1995, un mouvement de citoyens et de pêcheurs de coques, appuyé par la mairesse Dugas, tente de faire imposer un moratoire sur la pêche, considérant que les battures de Caraquet font partie du patrimoine local. Une manifestation a lieu a la batture de Sainte-Anne-du-Bocage le 18 juillet 1995, contre des pêcheurs n'étant pas résidant de la ville. L'école intermédiaire La Nacelle ferme ses portes en 1996 ; un comité est formé en 1997 afin de trouver une nouvelle utilité au bâtiment et l'idée d'y implanter un centre d'appel est déjà évoquée. À l'élection municipale du 11 mai 1998, Roberta Dugas l'emporte contre Patrick Albert.
Sous le mandat de Roberta Dugas, le parc industriel a été développé. Plusieurs entreprises s'y sont établies. En 1998, la compagnie Système Erin ouvrit une usine. Cette dernière fabrique et assemble des systèmes de tamisage et de sélection granulométrique. Un projet de tourbière fut annulé en 2000 à la suite de l'opposition des citoyens. Le centre de plein air fut détruit par un incendie en 2000 mais reconstruit la même année. L'usine Wink ferma ses portes en 2000. Malgré l'opposition de la municipalité et des employés, l'usine, maintenant propriété du syndic Price-Waterhouse-Coopers, fut rachetée à l'été de la même année par l'entreprise pakistanaise Medina Mills. Medina Mills met à pied la plupart des employés.

## XXIesiècle: entre déception et espoir

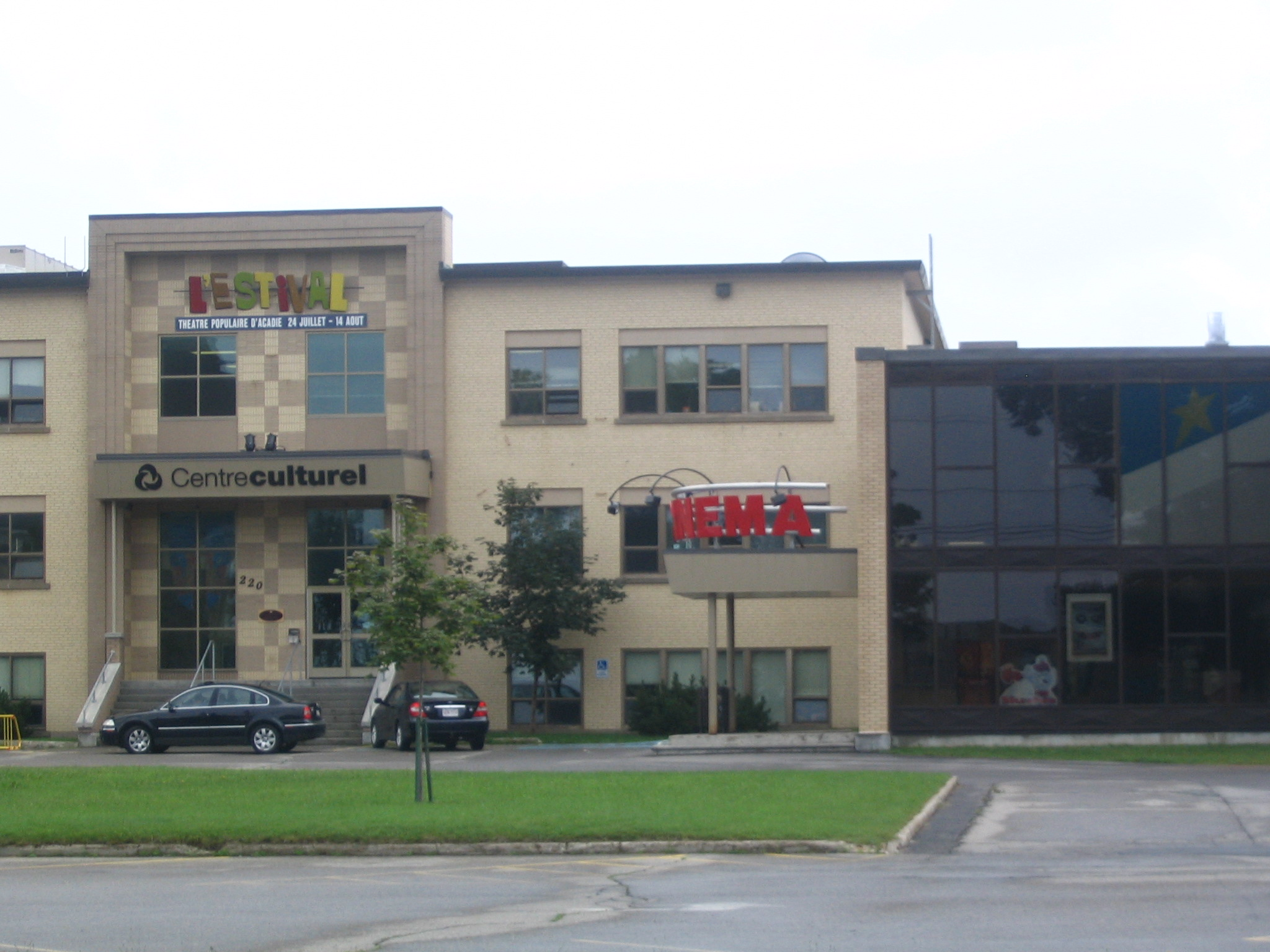
Le centre culturel de Caraquet.

En 2000, à la suite de la démission de Bernard Thériault, la mairesse Roberta Dugas se lance dans la course à l'investiture libérale dans la circonscription de Caraquet. Après 9 ans à la tête de la municipalité, Roberta Dugas se retire en 2001. La ville vivait alors une crise économique et démographique. En effet, le taux de chômage atteignit 16 % et bien que la population ait un peu augmenté, elle chutera de 500 personnes, d'ici 2006. Lors des élections municipales du 14 mai 2001, Antoine Landry l'emporta sur Claude L'Espérance. Antoine Landry se donna comme mission de poursuivre le développement de la culture et du tourisme mais surtout de l'économie. Landry fut élu par acclamations le 10 mai 2004. Il l'emporta à nouveau le 12 mai 2008 contre Odile Mallet, une négociatrice dans l'affaire de l'hôpital.
Le cinéma Bellevue est démoli en 2002. Le 8 mai 2003, pour son engagement dans le développement des arts et de la culture, la ville a reçu de Patrimoine canadien le titre de "Capitale culturelle du Canada-2003". Fait inédit au pays, la ville a obtenu le titre à nouveau pour l’année 2008. Un centre culturel fut aménagé en 2003 dans l'édifice de l'école La Nacelle, qui avait été acheté en 2000. L’édifice a été agrandi en 2005, permettant l’ouverture de trois salles de cinéma, la ville n’en ayant pas eu depuis 2002. L'église Saint-Pierre-aux-Liens de Caraquet est devenue un site historique provincial en 2005. En 2006, Roberta Dugas devient présidente du conseil d'administration de la Commission de la santé, de la sécurité et de l'indemnisation des accidents de travail (CSSIAT), l'actuel Travail Sécuritaire NB. Le nom officiel de la ville, qui était auparavant Town of Caraquet, a été changé en Caraquet le 9 septembre 2009.

### Sauvegarde de l'hôpital
Les services de maternité et de chirurgie sont menacés de compressions dès 2000.
En 2004, le gouvernement provincial et le ministre de la santé Elvy Robichaud effectuèrent une restructuration des soins de santé dans la province. Plusieurs hôpitaux, dont celui de Caraquet, allaient être fermés. Ayant vu le jour en 1963, c’est le 2 mars 2004 que l’hôpital de l'Enfant-Jésus de Caraquet perd ses services d’urgences, en devenant un service communautaire ouvert 12 heures par jour. Les services d’obstétrique et les chirurgies ont été transférés à Bathurst.
Durant le déménagement des services, les gens de Caraquet se sont mobilisés pour préserver leur hôpital. De multiples  manifestations se sont déroulées, une commission pour la restauration du service d’urgence nommé 'SOS Hôpital' (Action H peu après) s’est formée. De concert avec les habitants des autres villes, le mouvement New-Brunswick Rural Health Care Coalition fut créé. La ville de Caraquet s’est impliquée à emmener le gouvernement provincial en cour pour les dommages possibles de cette fermeture. Bien qu’une offre entre le gouvernement et l’un des principaux négociateurs pour la ville de Caraquet, Claude L’Espérance, avait été mis sur la table, le résultat est venu à un échec.
Une poursuite judiciaire s’est quand même réalisée avec un groupe indépendant, avec comme défense qu’un service à Bathurst pourrait nuire à la qualité du service en français pour une région utilisant presque uniquement cette langue, le verdict s’est aussi soldé par un échec. Le juge Roger Savoie affirma que c’est le rôle de la législature et du gouvernement du Nouveau-Brunswick, et non des tribunaux, de protéger et de promouvoir en premier lieu l’égalité du français et de l’anglais dans la province.
En 2006, Shawn Graham et ses ministres, nouvellement arrivés au pouvoir, n’avaient pas l’intention de reconvertir en hôpital le centre de santé communautaire.
Le service fut peu à peu amélioré. Il y a toujours des rumeurs de réouverture complète.
Ce débat a fait ressortir l’idée d’un hôpital central à Pokemouche, qui offrirait un meilleur service à la population de la Péninsule.
L'arrêt d'ambulances et la salle d'urgence sont rétablis le 16 avril 2012.

### Diversification de l'économie

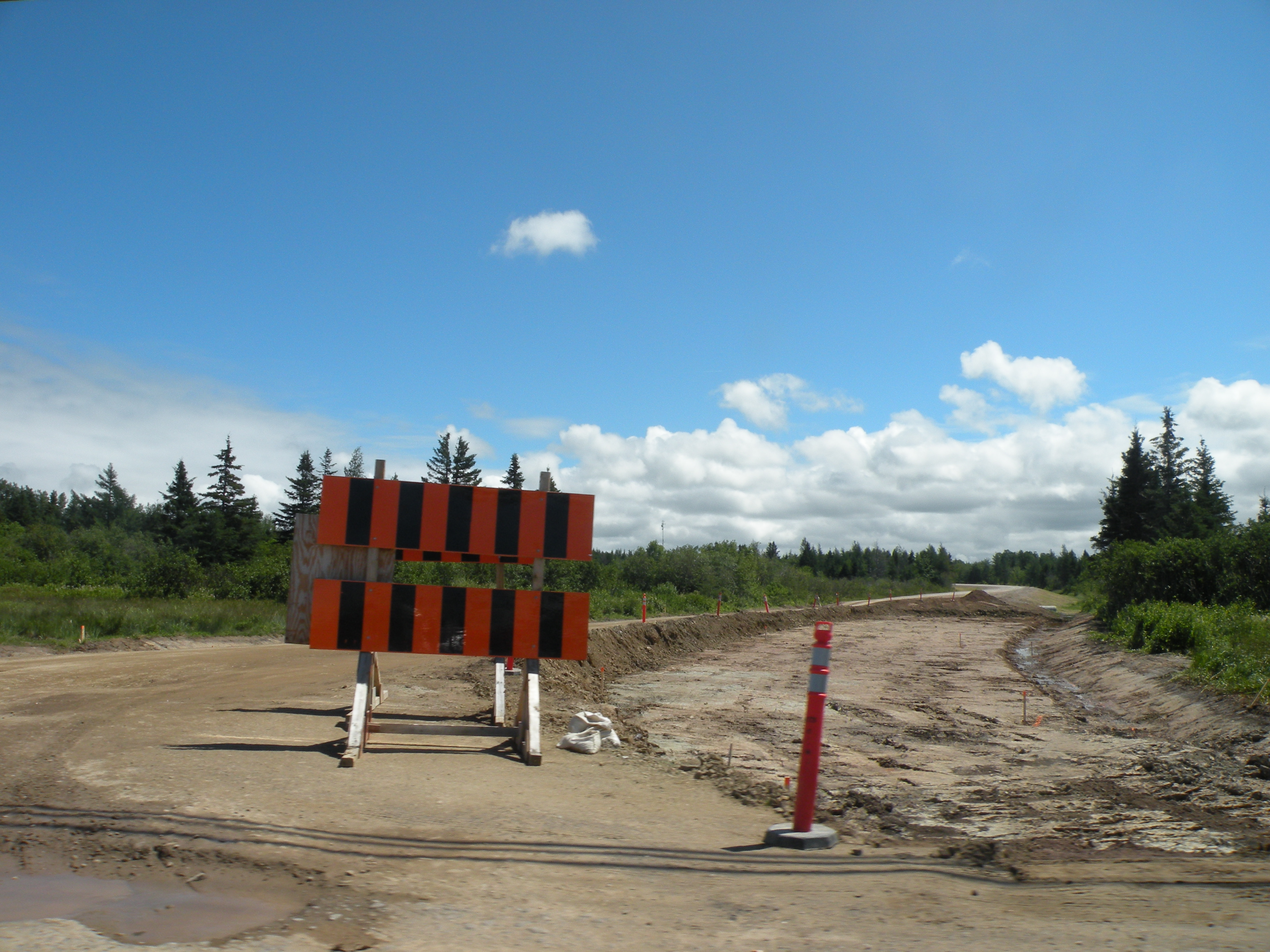
La construction d'une voie d'accès de la route 11, en 2015.

Graduellement abandonné, le chemin de fer a vu son service de passagers annulé en 1954, son service de marchandises en 1986 il fut finalement démantelé en 1994. Peter Swire, un promoteur ontarien, prévoit construire un nouveau réseau de chemin de fer dans la péninsule Acadienne, un projet de 350 millions de dollars. Les installations à Caraquet incluraient les bureaux et les ateliers. La ligne relierait la ville à Shippagan, Tracadie-Sheila et Bathurst. Un groupe d'homme d'affaires, dont le même Peter Swire, acheta en mai 2008 un terrain du parc industriel pour la somme symbolique d'un dollar. Ils prévoient y construire d'ici la fin de l'année une usine de recyclage d'électroménagers d'une superficie de plus de 9 000 m2 au coût de 15 millions de dollars. L'usine pourrait traiter 1 000 000 d'appareils livrés par camions ou trains et créer de 30 à 40 emplois.
Au début 2008, un projet d'une bleuetière de 12 hectares sur la rue du Portage amena la ville à modifier le règlement sur l'épandage de pesticides.
En 2008, la ville vécut une croissance économique importante. Du 15 au 17 mai de la même année, la ville accueille la sixième Conférence francophone des organisations internationales non gouvernementales (OING) et des organisations de la société civile (OSC), en préparation du sommet de la francophonie de Québec.
Lors de l'élection municipale du 12 mai 2008, le maire sortant Antoine Landry est réélu face à Odille Maillet, avec une majorité de 63 %, soit 1474 voix. Il y a 4 candidats au poste de conseiller dans les quartiers numéro 1 et deux, ainsi que 5 candidats dans le quartier 3. Les candidats du quartier 4 sont élus par acclamation. Le conseil municipal actuel est élu lors de l'élection quadriennale du 14 mai 2012. Un second dépouillement le 24 mai suivant confirme l'élection du conseiller Rosaire Labrie face à Denise Dumaresq[réf. nécessaire].
Les travaux de la voie de contournement de la route 11 commencent en 2012 ; celle-ci doit relier en 2017 Bertrand à la rue du Portage, au coût estimé de 45 millions $ CAD.

## Chronologie
1731 : Le Breton Gabriel Giraud fonde Caraquet.
1757 : Un groupe d'Acadiens menés par Alexis Landry s'établissent à Sainte-Anne-du-Bocage.
1761 : Un groupe de corsaires menés par le capitaine Saint-Simon se réfugient à Caraquet. 
1761 : Lors du raid de Roderick MacKenzie, 20 Caraquetois sont déportés. La plupart des habitants se réfugient ailleurs dans la région.
1762 : Raymond Bourdages fonde un poste de pêche à Caraquet.
1766 : Les réfugiés reviennent vivre à Caraquet.
1776 : Des corsaires américains attaquent le port de Caraquet.
1779 : Des Micmacs menés par John Allan attaquent le port de Caraquet. 
1784 : François Gionet se rend à pied à Halifax. La propriété des terres est accordée à 34 familles.
1781 : Construction de la première église à Sainte-Anne-du-Bocage.
1837 : La compagnie Robin s'établit à Caraquet.
1871 : Éclatement de la Question des écoles du Nouveau-Brunswick.
1874-1875 : Affaire Louis Mailloux. Épidémie de variole.
1887 : Ouverture de la Caraquet & Gulf Shore Railway Company.
1899 : Ouverture du Collège Sacré-Cœur.
1905 : Ve Convention nationale acadienne.
1915 : Incendie du Collège Sacré-Cœur.
1948 : Fondation de la Chambre de Commerce de Caraquet.
1958 : La compagnie Robin ferme son établissement de pêche.
1959 : Fondation de l'École des pêches du Nouveau-Brunswick.
1961 : Constitution de la ville.
1963 : Premier festival acadien et ouverture de l'hôpital de l'Enfant-Jésus et du Musée Acadien.
1965 : XIVe Convention nationale acadienne.
1984 : Fondation de L'Acadie nouvelle.
1993 : Caraquet s'autoproclamme Capitale culturelle de l'Acadie.
1994 : 15e Jeux de l'Acadie.
2003 : Caraquet obtient le titre de Capitale culturelle du Canada. Le centre culturel est construit à l'aide de la subvention.
2004 : L'hôpital de l'Enfant-Jésus perd la plupart de ses services.
2008 : La plupart des services sont rétablis à l'hôpital. La ville obtient pour la deuxième fois le titre de Capitale culturelle du Canada.

## Chronologie municipale

Évolution territoriale de la paroisse de Caraquet.

1724 : Fondation de Caraquet, qui fait partie du territoire de l’Acadie, dans la Nouvelle-France.
1763 : Caraquet fait maintenant partie du comté de Sunbury de la province de Nouvelle-Écosse, dans l’Amérique du Nord britannique.
1784 : La province du Nouveau-Brunswick est créée à partir du comté de Sunbury de la Nouvelle-Écosse. Caraquet fait maintenant partie du comté de Northumberland.
1786 : La paroisse d’Alnwick, dont Caraquet fait maintenant partie, est formée dans le comté de Northumberland.
1814 : La paroisse de Saumarez, dont Caraquet fait maintenant partie, est formée à partir de la paroisse d’Alnwick.
1826 : Le comté de Gloucester est formé à partir du comté de Northumberland. Caraquet fait toujours partie de la paroisse de Saumarez.
1831 : La paroisse de Caraquet est formée à partir de la paroisse de Saumarez.
1851 : La paroisse de Shippagan est formée à partir de la paroisse de Caraquet.
1867 : Confédération canadienne.
1897 : La paroisse de Paquetville est formée à partir de portions des paroisses de Caraquet et d’Inkerman.
1961 : La ville de Caraquet est incorporée. Les gouvernements de comté et de paroisse sont abolis en 1966,.